# HD 1461 e
HD 1461 e，或稱為天倉增十九e，是一個環繞視星等6等黃矮星天倉增十九的可能存在的系外行星，位於鯨魚座，距離地球約76光年。

## 概要
它的質量下限介於13.1到32.7倍地球質量。它的軌道半長軸是1.165天文單位，軌道離心率0.74。該行星可能是類似天王星或海王星的類木行星，於2009年12月14日由凱克天文台和英澳天文台以徑向速度法發現。